# Кугуар (подводная лодка)
«Кугуар» — подводная лодка российского императорского флота типа «Барс». Построена в 1914—1916 годах, входила в состав Балтийского флота. Участвовала в Первой мировой войне, числилась в строю до 1922 года.

## История строительства
«Кугуар» был заложен 3 июля 1914 года на Адмиралтейском заводе, предназначался для Балтийского флота. Полностью готовый корпус был в разобранном виде перевезён в Ревель, где на заводе «Ноблесснер» лодку достроили. Спуск на воду состоялся в июне 1916 года. Во время строительства ниши бортовых торпедных аппаратов «Кугуара» были уменьшены по образцу ПЛ «Тигр». Лодка получила артиллерийское вооружение в составе одного 57-мм орудия, одного 37-мм зенитного орудия и одного пулемёта. «Кугуар» стал одной из всего двух подводных лодок на Балтике (вместе со «Змеёй»), получившей заложенные в проекте мощные дизели (2х1320 л. с.), что обусловило его высокую надводную скорость — около 16 узлов, остальные лодки типа «Барс» не развивали и 10 узлов. Командиром лодки во время строительства был И. А. Бровцын 3-й.
В конце декабря 1916 года подводная лодка «Кугуар» под командованием И. Б. Лагидзе вступила в строй и была зачислена в состав 3-го дивизиона Дивизии подводных лодок Балтийского моря.

## История службы
В 1917 году «Кугуар» принимал участие в Первой мировой войне на Балтийском море. Совершил один боевой поход, в торпедные атаки не выходил. Экипаж «Кугуара» активно участвовал в событиях Февральской и Октябрьской революций.

### Служба в советском флоте
В 1918 году «Кугуар» с группой других кораблей участвовал в Ледовом походе, в феврале перейдя из Ревеля в Гельсингфорс, а в апреле — из Гельсингфорса в Кронштадт на буксире транспорта «Тосно». Позже в том же году выведен в резерв. В октябре 1918 года при попытке перевести «Кугуар» с Балтики на Каспийское море на барже лодка была сильно повреждена под сводом Николаевского моста, после чего от идеи транспортировки «Барсов» на Каспий было решено отказаться.
В 1920 году «Кугуар» всё ещё находился в резерве, в 1921 году вошёл в состав морских сил Балтийского моря, но уже в июне 1922 года был выведен из состава флота, переоборудован в блокшив, механизмы «Кугуара» использовались как учебные пособия в Учебном отряде подводного плавания.
В 1926 году корпус «Кугуара» был передан для разделки на металл, лодка окончательно исключена из списка плавсредств.

## Память
25 января 1994 года наименование «Кугуар» получила российская многоцелевая атомная подводная лодка К-337 проекта 971. Впоследствии она не была достроена, а её корпус использовался при строительстве К-535 «Юрий Долгорукий».

## Командиры
- 1916: Бровцын Иван Алексеевич[1];
- 1916—1917: Лагидзе Иван Бежукович[2];
- 1917—1918: Карабурджи Дмитрий Ставрович[3];
- 1918—1919: Иконников Александр Алексеевич[4];
- 1919—1920: старший инженер-механик Кузаев Александр Ефремович (ВРИД), одновременно командовал ПЛ «Змея»[5];
- 1921—1922: Перекрестов Владимир Леонидович[6];
- 14 апреля — 20 мая 1922: Коль Николай Александрович[7].